# Cantone di Leforest
Il Cantone di Leforest era una divisione amministrativa dell'arrondissement di Lens.
È stato soppresso a seguito della riforma complessiva dei cantoni del 2014, che è entrata in vigore con le elezioni dipartimentali del 2015.
Comprendeva i comuni di:
- Courcelles-lès-Lens
- Dourges
- Évin-Malmaison
- Leforest